# Bruno Latour
Bruno Latour (Beaune, 22 giugno 1947 – Parigi, 9 ottobre 2022) è stato un sociologo e antropologo francese.
Era professore ordinario presso l'Istituto di studi politici di Parigi e la Scuola di economia e scienze politiche di Londra.

## Biografia
Dopo aver lavorato come assistente presso il Conservatoire national des arts et métiers, ha insegnato presso l'École des mines de Paris.
Conosciuto per i suoi lavori in sociologia delle scienze, ha condotto delle ricerche sul campo in cui ha osservato gli scienziati al lavoro descrivendo il processo di ricerca scientifica come una costruzione sociale. Ha messo in causa l'esclusività dei materiali sociali nella costruzione dei fatti scientifici, abbandonando il costruttivismo sociale per una teoria più ampia, la cosiddetta teoria actor-network. Nel 2007 Bruno Latour è uno dei dieci nomi più citati tra le scienze umane..
Le sue opere più conosciute sono La Vie de laboratoire (1979), La Science en action (1987), Non siamo mai stati moderni (1991) e Politiche della natura (1999). Tra i pensatori che l'hanno influenzato si possono citare William James, Ludwik Fleck, Alfred North Whitehead, Michel Serres, Harold Garfinkel (etnometodologia), Algirdas Julien Greimas, David Bloor, Gilles Deleuze e Gabriel Tarde.
Nel 2013 ha ricevuto il premio Holberg per i suoi lavori sulla nozione di modernità. Nel 2021 gli è stato conferito il Premio Kyōto.
Latour è morto nel 2022 per un tumore pancreatico.

## Prime ricerche
Dopo gli studi di filosofia Latour (profondamente influenzato dal pensiero di Michel Serres), si interessa di antropologia e intraprende una ricerca sul campo in un laboratorio dell'Institut de recherche pour le développement in Costa d'Avorio ad Abidjan il cui risultato è una monografia sulla decolonizzazione, la nozione di razza e le relazioni industriali. Parallelamente conduce una ricerca sull'esegesi biblica dei testi e sulla resurrezione per una tesi di dottorato.
I suoi lavori si concentrano poi sul lavoro degli scienziati in laboratorio. Nel 1979, pubblica con Steve Woolgar Laboratory Life: the Social Construction of Scientific Facts. In quest'opera i due autori intraprendono uno studio etnometodologico di un laboratorio di ricerca specializzato in neuroendocrinologia presso il Salk Institute. Dimostrano che la descrizione ingenua del metodo scientifico secondo cui la riuscita o il fallimento di una teoria dipendono dal risultato di un solo esperimento non corrisponde alla pratica reale dei laboratori. Un esperimento produce normalmente dei dati poco conclusivi, attribuiti a un difetto del dispositivo sperimentale o della procedura. Così una gran parte dell'educazione scientifica consiste nell'imparare come selezionare i dati che devono essere mantenuti da quelli che devono essere scartati; questo processo, ad uno sguardo esterno, non educato, può essere percepito come un modo di ignorare i dati che contraddicono l'ortodossia scientifica.
Latour e Woolgar propongono una visione eterodossa e controversa delle scienze. Difendono l'idea che gli oggetti dello studio scientifico siano socialmente costruiti nei laboratori, che non hanno esistenza fuori dagli strumenti di misura e degli specialisti che li interpretano. In termini generali, considerano l'attività scientifica come una serie di credenze, tradizioni orali e pratiche culturali specifiche.

## Altri studi di un caso
Latour prosegue la sua ricerca intrapresa ne La Vie de laboratoire con Les Microbes: Guerre et paix (1984), in cui racconta, nella forma di una biografia politica, la vita e la carriera di Louis Pasteur e la sua scoperta dei microrganismi. Mette in luce le forze sociali che intervengono nella carriera di Pasteur e il modo in cui le sue teorie sono infine accettate dalla società. Latour rifiuta la concezione secondo la quale l'accettazione o il rifiuto di teorie scientifiche si basi sull'esperimento, la prova o la ragione, mostrando l'influenza dell'ideologia nella vita della scienza e quindi nella ricerca scientifica. Questo tipo di spiegazione gli è costato l'accusa di relativismo.
Latour ha applicato la sua metodologia al mondo del diritto, analizzando in modo etnografico il lavoro del Consiglio di stato francese in La Fabrique du droit (2002).

## Prospettive teoriche
Alla fine degli anni ottanta diventa uno dei principali difensori della teoria actor-network, accanto a Michel Callon e a John Law. Le sue opere più teoriche sono considerate La Science en action, Pandora's Hope, e Nous n'avons jamais été modernes.
Latour si inscrive in una tradizione sociologica che definisce come non-modernità o non-moderno, in contrapposizione a quella moderna o postmoderna. Le sue concezioni sui non-umani lo portano ad elaborare un programma di ecologia politica. Egli idea una Costituzione che include non solo gli uomini ma anche i non-umani e propone la creazione di un parlamento delle cose in cui le cose siano rappresentate da scienziati o personaggi riconosciuti per le loro competenze in un ambito particolare, allo stesso modo in cui i deputati tradizionali oggi rappresentano i cittadini.

## Polemiche
Latour ha fatto parte degli intellettuali messi in discussione nel libro di Alan Sokal e Jean Bricmont, Fashionable Nonsense (trad. it.: Imposture intellettuali, Garzanti 1999) assieme a Jacques Lacan, Julia Kristeva, Luce Irigaray, Jean Baudrillard, Gilles Deleuze, Félix Guattari e Paul Virilio. I due autori criticano l'uso da lui fatto della teoria della relatività e della scoperta della vera causa della morte del faraone Ramses II, in cui Latour sembra negare la capacità della scienza di determinare con certezza dei dati di fatto.. 
Per quanto riguarda quest'ultima, Sokal e Bricmont citano il suo articolo su La Recherche (1998), una rivista mensile francese. Qui Latour trattava  della scoperta nel 1976, da parte di scienziati francesi che lavoravano sulla mummia del faraone Ramses II, che la sua morte fu dovuta alla tubercolosi. Latour chiede: "Come è potuto morire a causa di un bacillo scoperto da Robert Koch nel 1882?" Latour sostiene che sarebbe un anacronismo affermare che Ramses II sia stato ucciso dal fuoco di una mitragliatrice o sia morto per lo stress provocato da un crollo del mercato azionario. Però Latour chiede anche polemicamente perché la morte per tubercolosi non sia da considerare anch'essa un anacronismo. La sua risposta è: "Prima di Koch, il bacillo non esisteva realmente". Latour giudica la tesi secondo la quale Koch avrebbe scoperto un bacillo preesistente come "avente solo l'apparenza del buon senso". Latour ha risposto accusando i sopracitati critici di avere dei fini politici.

## Opere

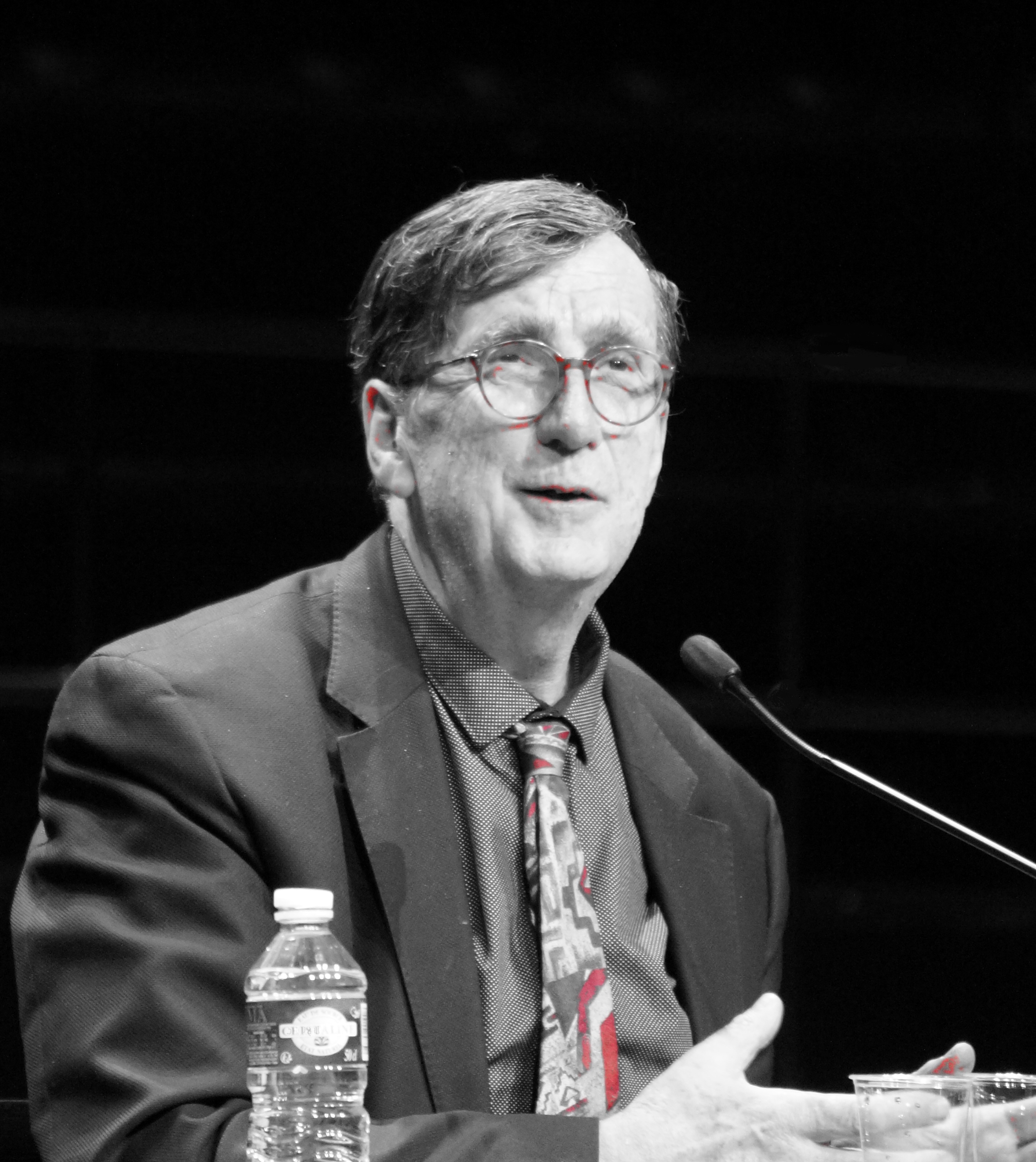
Bruno Latour nel 2015.

- The Social Construction of Scientific Facts, Sage Publications, Beverly Hills, 1979, rééd. Princeton, Princeton University Press, 1986.
- Les Microbes. Guerre et paix, suivi de Irréductions, Paris, Métailié, « Pandore », 1984.
- Pasteur. Bataille contre les microbes, Paris, Nathan, « Poche-Nathan. Monde en poche », 1985.
- La Science en action, traduit de l'anglais par Michel Biezunski ; texte révisé par l'auteur, Paris, La Découverte, « Textes à l'appui. Série Anthropologie des sciences et des techniques », 1989.
- con Michel Callon (ed.), La science telle qu'elle se fait. Anthologie de la sociologie des sciences de langue anglaise, Paris, La Découverte, 1991.
- Nous n'avons jamais été modernes. Essai d'anthropologie symétrique, Paris, La Découverte, « L'armillaire », 1991.
- Aramis ou L'amour des techniques, Paris, La Découverte, « Textes à l'appui. Anthropologie des sciences et des techniques », 1992.
- Éclaircissements. Cinq entretiens avec Bruno Latour, entretiens avec Michel Serres, Paris, F. Bourin, 1992.
- La clef de Berlin et autres leçons d'un amateur de sciences, Paris, La Découverte, 1993
- Pasteur, une science, un style, un siècle, Éditions Perrin, 1994.
- (con Pierre Lemonnier ed), De la préhistoire aux missiles balistiques. L'intelligence sociale des techniques, Paris, La Découverte, « Recherches », 1994.
- Petite réflexion sur le culte moderne des dieux faitiches, Les empêcheurs de penser en rond, 1996.
- Petites leçons de sociologie des sciences, Paris, Le Seuil, « Points. Sciences », 1996.
- avec Émilie Hermant, Paris, ville invisible, design, Susanna Shannon, Les empêcheurs de penser en rond ; Paris, La Découverte, 1998.
- Pandora's Hope: An Essay on the Reality of Science Studies, Cambridge, Mass., Harvard University Press, 1999.
- Politiques de la nature. Comment faire entrer les sciences en démocratie, Paris, La Découverte, 1999.
- Jubiler ou Les tourments de la parole religieuse, Paris, Les Empêcheurs de penser en rond ; Le Seuil, 2002.
- La Fabrique du droit. Une ethnographie du Conseil d'État, Paris, La Découverte, 2002.
- Un monde pluriel mais commun, entretiens avec François Ewald, La Tour-d'Aigues, Éditions de l'Aube ; Paris, Radio France, « Monde en cours. Intervention », 2003.
- Reassembling the social. An introduction to Actor-Network Theory, Oxford, OUP, 2005
- con Pasquale Gagliardi (ed.), Les atmosphères de la politique. Dialogue pour un monde commun, (con Philippe Descola, François Jullien, Gilles Kepel et al.), Paris, Les Empêcheurs de penser en rond, 2006.
- con Madeleine Akrich et Michel Callon (éd.), Sociologie de la traduction : textes fondateurs, Paris, Mines Paris, les Presses, « Sciences sociales », 2006. Textes rassemblés par le Centre de sociologie de l'innovation, laboratoire de sociologie de l'École des mines.
- Chroniques d'un amateur de sciences, Paris, Mines Paris, les Presses, « Sciences sociales », 2006. Chroniques précédemment parues dans La Recherche, 1995-2001.
- (dir.), Le dialogue des cultures, actes des rencontres inaugurales du Musée du quai Branly, 21 juin 2006, Arles, Actes Sud ; Paris, Musée du quai Branly, « Babel », 2007.
- avec Vincent Antonin Lépinay, L'Économie, science des intérêts passionnés. Introduction à l'anthropologie économique de Gabriel Tarde, Paris, La Découverte, 2008.
- avec Isabelle Stengers, présentation de Les différents modes d'existence suivi de De l'œuvre à faire d'Etienne Souriau, Paris, PUF, « Métaphysiques », 2009.
- Cogitamus : Six lettres sur les humanités scientifiques, Paris, La Découverte, 2010.
- Enquêtes sur les modes d'existence. Une anthropologie des modernes, La Découverte, 2012

### Traduzioni italiane
- La scienza in azione. Introduzione alla sociologia della scienza, Ivrea, Edizioni di Comunità, 1998. ISBN 9788824505512
- Politiche della natura. Per una democrazia delle scienze, Milano, Raffaello Cortina, 2000. ISBN 88-7078-656-0
- Il culto moderno dei fatticci, Roma; Meltemi, 2005. ISBN 9788883534164
- Disinventare la modernità. Conversazioni con François Ewald (con François Ewald), Milano, Elèuthera, 2007, ISBN 9788889490426
- La fabbrica del diritto. Etnografia del Consiglio di Stato, Troina, Città Aperta, 2007, ISBN 9788881372843
- Non siamo mai stati moderni. Saggio d'antropologia simmetrica, Milano, Elèuthera, 2009. ISBN 978-88-89490-75-4
- Dingpolitik. Come rendere le cose pubbliche, Milano; postmedia books, 2010. ISBN 9788874900640
- Cogitamus. Sei lettere sull'umanesimo scientifico, Bologna, Il Mulino, 2013, ISBN 978-88-15-24439-0
- Tracciare la rotta. Come orientarsi in politica, Milano, Raffaello Cortina, 2018. ISBN 978-88-3285-010-9
- Riassemblare il sociale. Actor-Network Theory, Roma, Meltemi, 2022. ISBN 9788855196130

### Articoli e conversazioni
- "Guerre di mondi, offerte di pace", in Agalma, No 4, gennaio 2003: 11-23.
- "Politiche della natura. Conversazione con Sergio Benvenuto”, Doppiozero, 16-IV-2017, http://www.doppiozero.com/materiali/bruno-latour-politiche-della-natura.